# Wilkińce
Wilkińce (lit. Vilkinė) − wieś na Litwie, w rejonie wileńskim, 2 km na północ od Bujwidzów, zamieszkana przez 8 ludzi. Przed II wojną światową w Polsce, w powiecie wileńsko-trockim województwa wileńskiego.